# Спортинг Кристал
«Спо́ртинг Кри́стал» (исп. Club Sporting Cristal) — перуанский футбольный клуб, из столицы страны Лимы. 20-кратный чемпион Перу. В настоящий момент выступает в Примере Перу.

## История
Клуб был образован 13 декабря 1955 года на базе прежней команды «Спортинг Тобаго», результаты которой (два вторых места в чемпионате Перу) иногда причисляют к достижениям «Спортинг Кристала».
Клуб относится к числу трёх самых успешных команд в истории чемпионатов страны, наряду с «Университарио» и «Альянсой Лима». Также только «Университарио» и «Спортинг Кристал» из перуанских команд доходили до финала Кубка Либертадорес. «Спортинг Кристал» добился этого результата в 1997 году (президентом клуба был известный кинорежиссёр Франсиско Хосе Ломбарди), когда по итогам двух матчей уступил звание лучшего клуба Южной Америки бразильскому «Крузейро». В первом матче в Лиме была зафиксирована безголевая ничья, а во втором в Белу-Оризонти на Минейрао бразильский клуб был сильнее — 1:0.

## Титулы и достижения
- Чемпион Перу (20): 1956, 1961, 1968, 1970, 1972, 1979, 1980, 1983, 1988, 1991, 1994, 1995, 1996, 2002, 2005, 2012, 2014, 2016, 2018, 2020
- {Вице-чемпион Перу (14): 1962, 1963, 1967, 1973, 1977, 1989, 1992, 1997, 1998, 2000, 2003, 2004, 2015, 2021
- Финалист Кубка Либертадорес (1): 1997